# 馬卡連科韋
50°45′6″N 33°2′46″E / 50.75167°N 33.04611°E
馬卡連科韋（烏克蘭語：Макаренкове），是烏克蘭北部的村莊，隸屬切爾尼希夫州的普里盧基區。該村面積0.42平方公里，海拔高度158米，2001年人口93，人口密度每平方公里224.1人。